# Clàssica Xavi Tondo
La Clàssica Xavier Tondo és una competició ciclista d'un dia que es disputa a Valls a Catalunya. Forma part de la Copa d'Espanya de ciclisme.
Creada al 2016, la cursa ret homenatge al ciclista vallenc Xavier Tondo mort en un accident al 2011.

## Palmarès
| Any  | Vencedor            | Segon              | Tercer            |
| ---- | ------------------- | ------------------ | ----------------- |
| 2016 | Antonio Angulo      | Alejandro Iglesias | Fernando Barceló  |
| 2017 | Alexander Grigoriev | Arnau Solé         | Christofer Jurado |